# Gare de Bisezhai
La gare de Bisezhai (chinois : 碧色寨站 ; pinyin : bìsè zhài zhàn ; litt. « gare du village couleur émeraude »), translittéré en EFEO : gare de Pi-che-Tchai est une gare ferroviaire, situé dans le bourg de Caoba (zh), dans le Xian de Mengzi, dans la province du Yunnan, en République populaire de Chine.

## Situation ferroviaire
Cette gare est située sur la ligne ferroviaire Kun-He (zh) (昆河铁路), une voie de communication importante entre le Yunnan et le Vietnam, appelée au début du XXe siècle chemins de fer de l'Indochine et du Yunnan. On peut voir sur la gare, écrit « Tropique du cancer », gravé par un ingénieur français. Le tronçon de cette ligne relie gare de Kunming-Nord, dans la capitale provinciale, à la gare de Hekou (zh), dans le xian autonome yao de Hekou, puis la ligne rejoint la gare de Lao Cai, au Viêt Nam.

## Histoire
En 1889, les Anglais et Français forcent le gouvernement de la dynastie Qing à leur ouvrir un point d'échanges commerciaux dans la région.
La ligne, construite pour les chemins de fer de l'Indochine et du Yunnan passant par cette gare a été finie de construire en 1909 (宣统元年) et ouverte à la circulation en 1910 (宣统二年).
À partir de 1910 et pendant plus de 30 ans, la gare joue un rôle de première importance sur cette ligne, dans l'exportation d'étain, fourrures et riz, Les Français, Britanniques, Étasuniens, Allemands, Japonais et Grecs s'y relaient successivement de manière ininterrompue.
À partir de 1921, pendant la République de Chine, la ligne de chemins de fer Mengbao (zh), passe aussi par cette gare.
En 2019, la voie est détruite à Kunming, en raison de la construction de la ligne 4 du métro de Kunming. Elle est ensuite reconstruite comme ligne touristique.

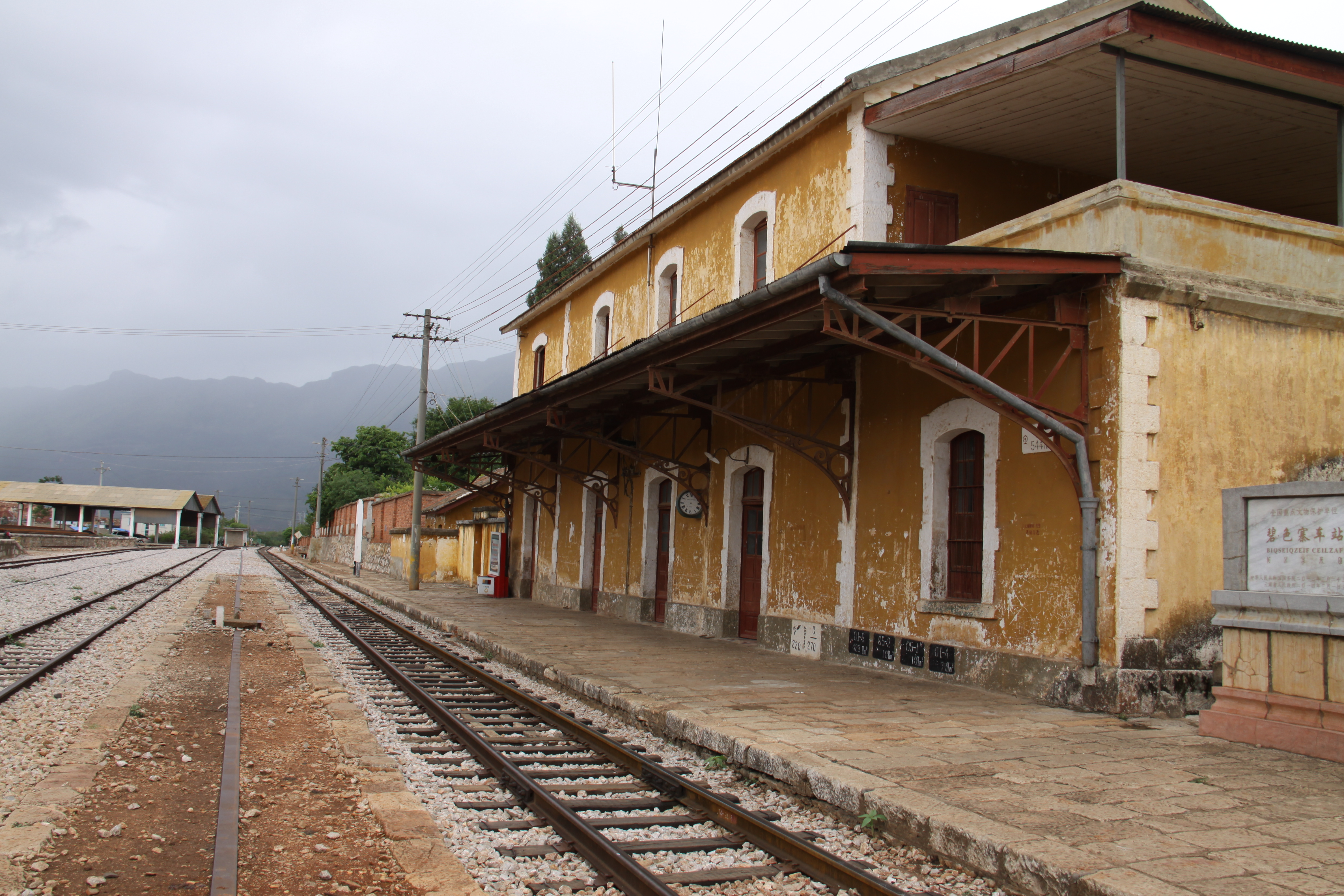
Bâtiment voyageurs de la gare.
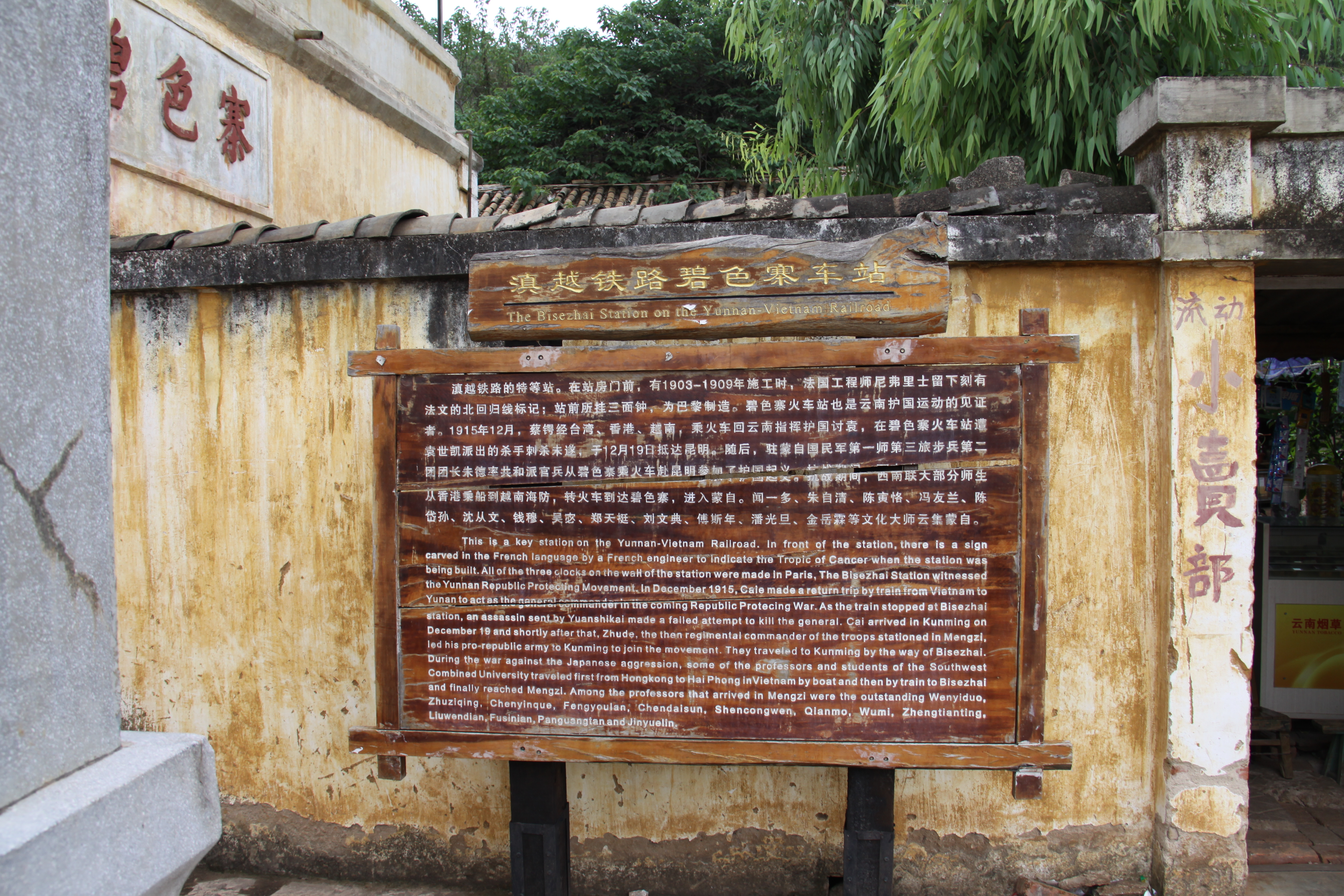
Panneau décrivant l'historique.
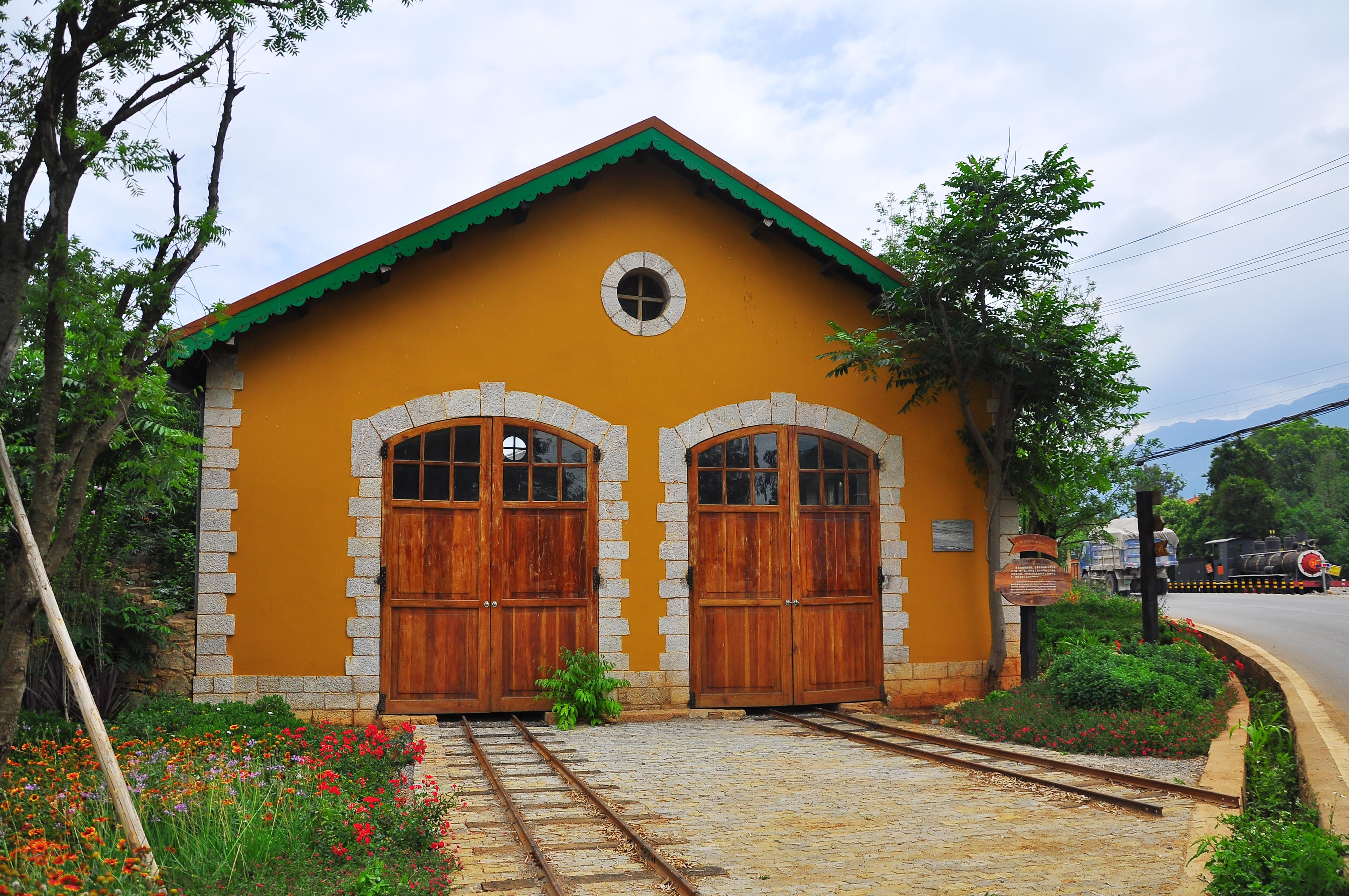
Garage des engins ferroviaires.

## Patrimoine ferroviaire
Elle a la particularité de conserver le style français, car les Anglais et Français avaient en 1889, forcé le gouvernement de la dynastie Qing à ouvrir un comptoir commercial dans la région. Elle est pour son style unique classée le 21 décembre 1987 sur la liste du patrimoine du Yunnan, et en 2013, dans la septième liste des sites historiques et culturels majeurs protégés au niveau national, sous le numéro de catalogue, 7-1902.